# Comuna Vereșceakî, Lanivți
Vereșceakî (în ucraineană Верещаки) este o comună în raionul Lanivți, regiunea Ternopil, Ucraina, formată din satele Korjkivți și Vereșceakî (reședința).

## Demografie
Componența lingvistică a comunei Vereșceakî
     Ucraineană (98,88%)
     Alte limbi (0,89%)
Conform recensământului din 2001, majoritatea populației comunei Vereșceakî era vorbitoare de ucraineană (98,88%), existând în minoritate și vorbitori de alte limbi.